# Servicio de Información de la Guardia Civil
El Servicio de Información de la Guardia Civil (SIGC) de España, oficialmente Jefatura de Información, es el servicio de inteligencia de la Guardia Civil. El SIGC es el órgano responsable de organizar, dirigir y gestionar la obtención, recepción, tratamiento, análisis y difusión de la información de interés para el orden y la seguridad pública en el ámbito de las funciones propias de la Guardia Civil y la utilización operativa de la información, especialmente en materia antiterrorista, en el ámbito nacional e internacional.
Tal y como establecen los Acuerdos del Consejo de Ministros de 28 de noviembre de 1986 y de 16 de febrero de 1996, la estructura, organización, medios y procedimientos operativos específicos de los Servicios de información y aquellos destinados a la lucha contra el terrorismo, así como sus fuentes y cuantas informaciones o datos puedan revelarlas, tiene carácter de secreto.

## Historia
Durante la segunda mitad del siglo xix y principios del siglo xx, los principales problemas que afrontó el cuerpo de la Guardia Civil fueron el bandolerismo y el terrorismo anarquista, creándose las primeras unidades de investigación e información para acabar con estos actos, al igual que ocurrió con los otros cuerpos policiales (Cuerpo de Vigilancia y Cuerpo de Seguridad). Asimismo, en los años 1930 se crearon las «Brigadillas Ferroviarias», grupos de paisano encargados de la vigilancia de los transportes por ferrocarril y cuyos componentes, en su mayoría, acabaron integrándose en el SIGC.
Sin embargo, el origen de un servicio de información como tal se remonta a 1940. Ese año, se reorganiza completamente la Guardia Civil mediante la Ley de 15 de marzo de 1940 y la Orden de 8 de abril de 1940 que la desarrolla, creando el Estado Mayor y mencionándose por primera vez un servicio de información integrado en la sección segunda del Estado Mayor.
Para dar cumplimiento a este mandato, el 24 de febrero de 1941 el director general de la Guardia Civil emite una circular, completada por la orden reservada de 1 de abril de 1941, que contenían las instrucciones precisas para la puesta en funcionamiento del servicio, creándose así oficialmente el Servicio de Información de la Guardia Civil (SIGC).
Durante el periodo de actividad de la banda terrorista ETA, el SIGC, junto con la Comisaría General de Información (CGI) de la Dirección General de Seguridad primero y de la Policía después, han sido los máximos responsables de su combate y desarticulación.

## Titulares
Estos han sido los últimos mandos de la Jefatura/Servicio de Información:
1. Quintiliano Pérez Monedero (1991-1993)[8]
2. Pascual Navarro Cano (1993-1994)[9]
3. Francisco de Fuentes Pedra (1994-1996)[10]
4. Pedro Muñoz Gil (1996-1999)[11]
5. Vicente Faustino Pellicer (1999-2001)[12]
6. José Manuel García Varela (2001-2004)[13]
7. Atilano Hinojosa Galindo (2004-2007)[14]
8. Pablo Martín Alonso (2007-2012)[15]
9. Faustino Álvarez Sola (2012-2014)[16]
10. Pablo Salas Moreno (2014-2020)[17]
11. Valentín Díaz Blanco (2020-2024)[17]
12. Luis Peláez Piñeiro (2024-presente)[18]